# Ramon Harris
Ramon Harris (Anchorage, Alaska, 26 de mayo de 1988) es un baloncestista estadounidense que pertenece a la plantilla del Rethymno BC de la A1 Ethniki. Con 2,01 metros de estatura, juega en la posición de alero.

## Trayectoria deportiva

### Universidad
Jugó durante cuatro temporadas con los Wildcats de la Universidad de Kentucky, en las que promedió 3,4 puntos, 2,8 rebotes y 1,0 asistencias por partido.

### Profesional
Tras no ser elegido en el Draft de la NBA de 2010, realizó una prueba con los Rio Grande Valley Vipers de la NBA D-League, pero fue cortado antes del comienzo de la temporada. Fichó entonces por los Trotamundos de Carabobo de la liga venezolana, pero fue también despedido tras la pretemporada. Ya en 2011 fichó por el Ningxia Hanas de la NBL, la segunda categoría del baloncesto chino, donde dieputó 17 partidos en los que promedió 17,0 puntos y 5,9 rebotes por partido.
De vuelta a su país, fichó por los Fort Wayne Mad Ants de la D-League, donde jugó 41 partidos, en los que promedió 5,4 puntos y 3,2 rebotes, dejando el equipo en febrero de 2012 a causa de una lesión. La temporada siguiente fichó por el BG Goettingen de la liga alemana, donde jugó una temporada en la que promedió 11,5 puntos y 5,7 rebotes por partido.
Tras su paso por la liga alemana, volvió a los Mad Ants, donde permanecería tres temporadas, la segunda de ellas como titular, en la que promedió 9,0 puntos y 4,3 rebotes por partido. en el verano de 2015 aprovechó para jugar con los Rayos de Hermosillo del Circuito de Baloncesto de la Costa del Pacífico, disputando 13 partidos en los que promedió 10,2 puntos y 3,3 rebotes.
En enero de 2016 fue traspasado a los Iowa Energy, donde acabó la temporada con sus mejores números en la liga, 11,8 puntos y 8,4 rebotes por partido. Tras ser despedido en diciembre de 2016, pocos días después fichó por los Grand Rapids Drive, equipo al que pertenece en la actualidad.